# Травале (Гросето)
Травале (итал. Travale) је насеље у Италији у округу Гросето, региону Тоскана.
Према процени из 2011. у насељу је живело 84 становника. Насеље се налази на надморској висини од 503 м.